# Chroococcales
Las croococales (Chroococcales) son un orden de cianobacterias unicelulares agrupadas en colonias o en pseudo-filamentos. No tienen heterocistos y, por lo tanto, son incapaces de fijar nitrógeno o solo pueden fijar nitrógeno durante la noche. Con frecuencia forman colonias y revestimientos gelatinosos.

## Taxonomía
El orden croococales incluye las siguientes familias:
- Familia Cyanothrichaceae
- Familia Entophysalidaceae
- Familia Gomphosphaeriaceae
- Familia Chroococcaceae
- Familia Microcystaceae
- Familia Stichosiphonaceae